# Opuntia atrispina
Opuntia atrispina Griffiths es una especie fanerógama perteneciente a la familia Cactaceae. Es nativa de Norteamérica en Texas.

## Descripción
Opuntia atrispina es un arbusto bajo que crece extendido, formando grupos de hasta 2 metros de diámetro. A veces, se forma una deformación de hasta 60 centímetros de diámetro. El verde claro, con secciones casi circulares miden 10 a 15 cm de largo. Sus gloquidios inicialmente amarillo  después parduzcos. Las areolas en la base de las secciones tienen de dos a cuatro espinas aplanadas de color marrón oscuro y tienen una base de color negro. Lasflores son de color amarillo y  naranja con la edad. Los frutos son de color púrpura rojizo.

## Taxonomía
Opuntia atrispina  fue descrita por David Griffiths y publicado en Annual Report of the Missouri Botanical Garden 21: 172–173, pl. 26 [lower f.ure]. 1910.
Etimología
Opuntia: nombre genérico  que proviene del griego usado por Plinio el Viejo para una planta que creció alrededor de la ciudad de Opus en Grecia.

## Nombre común
- Castellano: Nopal calvo